# Kozojedy (district de Prague-Est)
Pour les articles homonymes, voir Kozojedy.
Kozojedy (en allemand : Kosojed) est une commune du district de Prague-Est, dans la région de Bohême-Centrale, en République tchèque. Sa population s'élevait à 934 habitants en 2020.

## Géographie
Kozojedy se trouve à 3 km à l'ouest de Kostelec nad Černými lesy, à 9 km au sud-sud-ouest de Český Brod et à 30 km à l'est-sud-est de Prague.
La commune est limitée par Doubravčice et Přehvozdí au nord, par Kostelec nad Černými lesy à l'est, par Jevany au sud et par Štíhlice à l'ouest.

## Histoire
La première mention écrite de la localité date de 1352.

## Transports
Par la route, Kozojedy se trouve à 3,5 km de Kostelec nad Černými lesy, à 11 km de Český Brod et à 38 km du centre de Prague.